# Штајнхаген (Западна Померанија)
Штајнхаген (њем. Steinhagen) град је у њемачкој савезној држави Мекленбург-Западна Померанија. Једно је од 64 општинска средишта округа Нордфорпомерн. Према процјени из 2010. у граду је живјело 2.619 становника. Посједује регионалну шифру (AGS) 13057083.

## Географски и демографски подаци
Штајнхаген се налази у савезној држави Мекленбург-Западна Померанија у округу Нордфорпомерн. Град се налази на надморској висини од 19 метара. Површина општине износи 33,5 km². У самом граду је, према процјени из 2010. године, живјело 2.619 становника. Просјечна густина становништва износи 78 становника/km².

## Међународна сарадња
| Мјесто | Држава  | Врста сарадње | Од    |
| ------ | ------- | ------------- | ----- |
|        | Шведска | партнерство   | 1996. |
| Извор  |         |               |       |